# Anders Gustaf Dahlbom

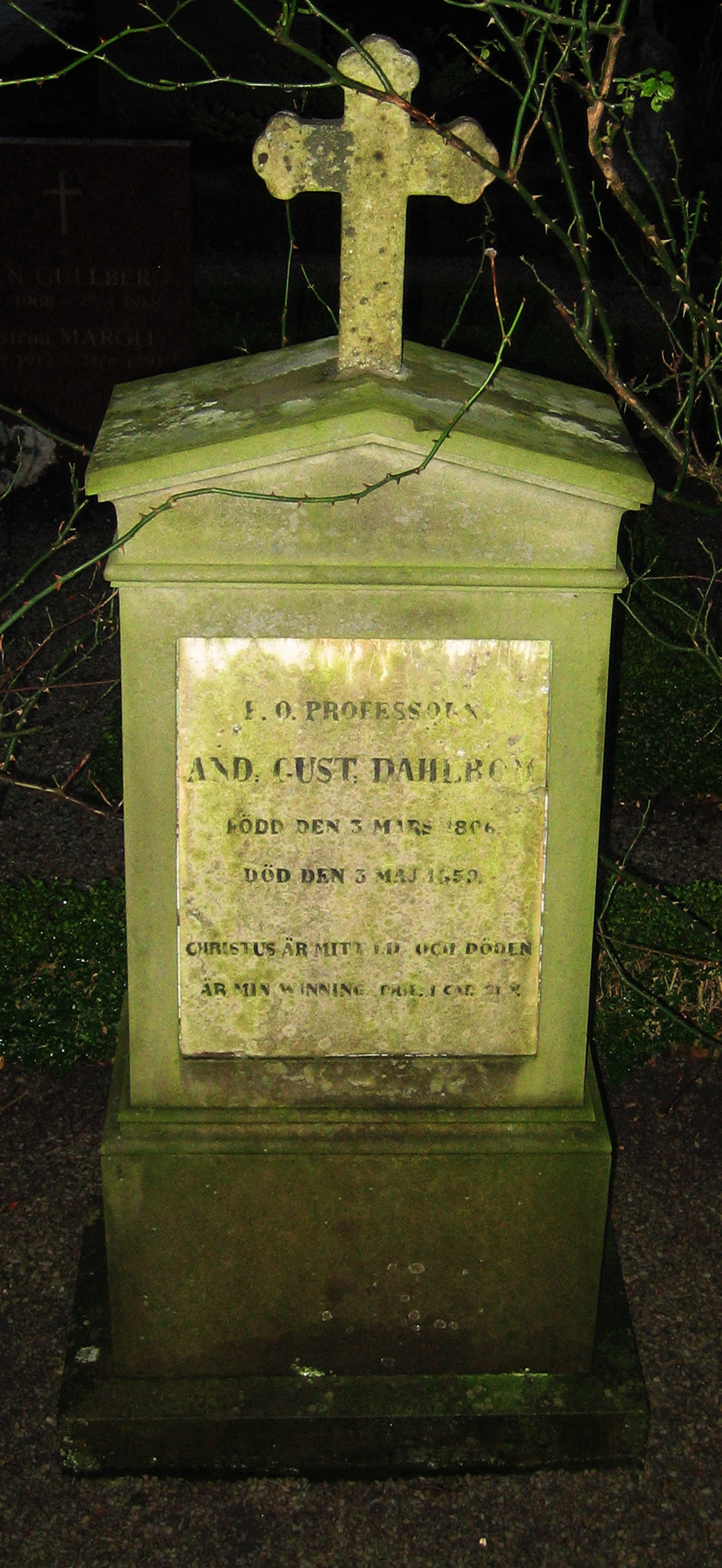
Anders Gustaf Dahlboms Grab in Lund.

Anders Gustaf Dahlbom, auch A. Gustaf Dahlbom oder Gustaf Dahlbom (* 3. März 1806 im Kirchspiel Härberga, Östergötlands län; † 3. Mai 1859 in Lund), war ein schwedischer Entomologe.
Dahlbom war der Sohn eines Armeechirurgen und studierte ab 1825 an der Universität Lund mit dem Magister-Abschluss 1829. Er spezialisierte sich auf Entomologie und war ein Schüler des Spezialisten für Zweiflügler Johan Wilhelm Zetterstedt. Ab 1830 war er dort Dozent für Naturgeschichte und ab 1841 Adjunkt und Kurator für Insektenkunde und 1857 außerordentlicher Professor. Er unternahm Forschungsreisen in den Norden Schwedens (Lappland) und dessen Bergregionen und veröffentlichte eine Monographie über die nordischen Hautflügler.
Dahlbom war seit dem 12. August 1845 mit Johanna Augusta Maria Vilhelmina (geborene Krey, 1819–1863) verheiratet. Sie war die Tochter des Senators Friedrich Krey und dessen Frau Charlotte Beate (geborene von Schewen). Sein Sohn Wilhelm Dahlbom war Maler.

## Schriften
- Skandinavisk Hymenopter-Frauna. Band 1: sta Gruppen: Galläpple-Flugor. 1. Figites. 2. Eucoila. Berlingska, Lund 1846 (reader.digitale-sammlungen.de).
- Hymenoptera europaea praecipue borealia. Band 1, Lund 1843 bis 1845, Band 2, Berlin 1854.
- Kort underrättelse om skandinaviska insekters allmännare skada och nytta i hushållningen. En handbok för landtbrukare och naturforskare. Lund 1837.
- Zoologiska studier, afhandlande djurrikets naturliga familjer, till den studerande ungdomens tjänst utarb. Lund 1856–1857.